# 博尼法斯·亚历山大

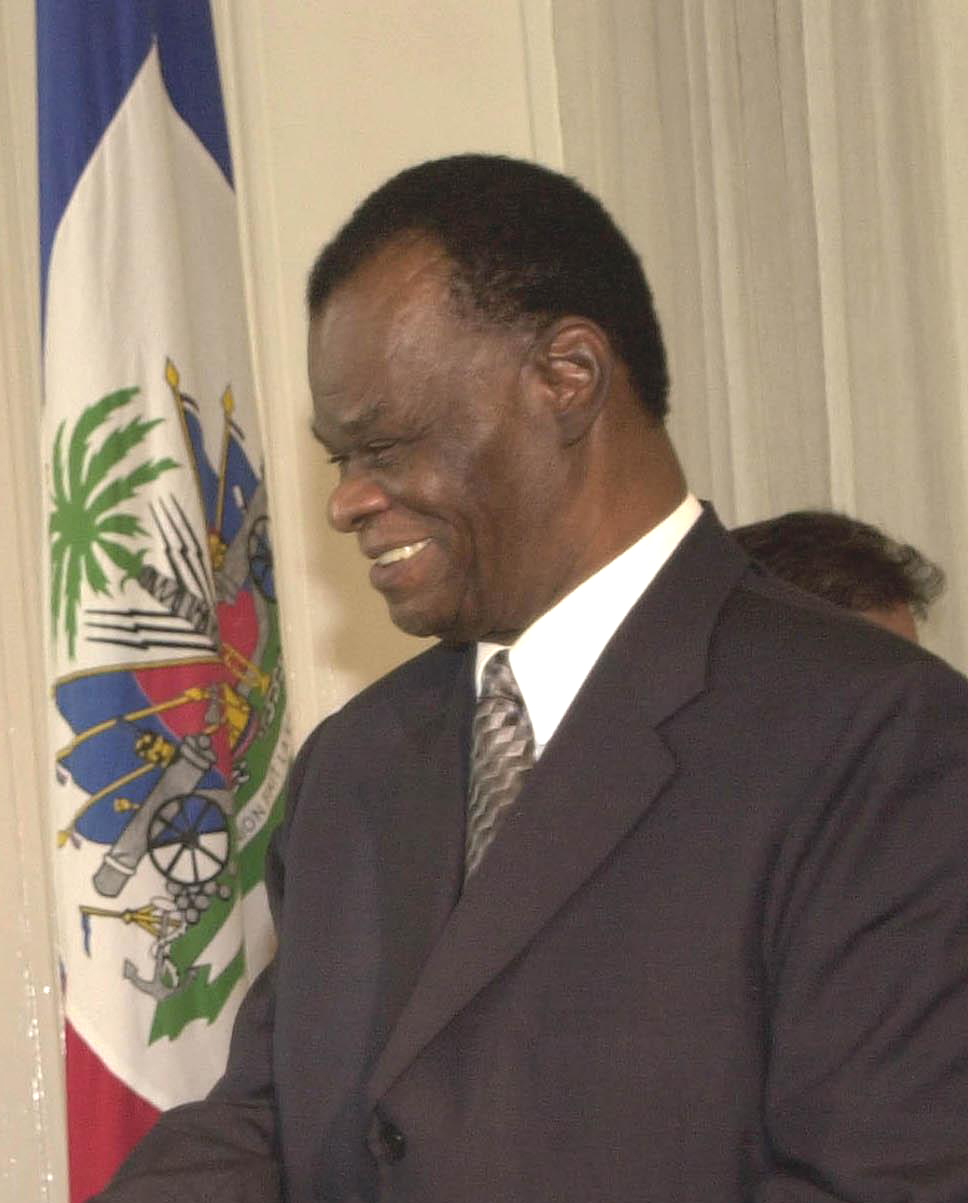
博尼法斯·亚历山大

博尼法斯·亚历山大（法語：Boniface Alexandre，法語發音：[bɔnifas alɛksɑ̃dʁ]；1936年7月31日—2023年8月4日），曾任海地总统。

## 生平
2001年任海地最高法院院长。
2004年，在海地总统让-贝特朗·阿里斯蒂德2月29日因軍事叛亂被迫辞职并流亡海外後，亚历山大代理总统至2006年任期屆滿。
2023年8月4日，於太子港病逝。